# Google Doodle
Тематические рисунки Google (Дудл для Google, англ. Google Doodle от doodle — каракули, рисунки на полях страниц) — своеобразные открытки по случаю знаменательных событий, которые появляются на главной странице Google.

## История
Первым тематическим рисунком был «Горящий человек», эмблема фестиваля, который проходит в штате Невада (США) в пустыне Блэк-Рок. Основатели Google Ларри Пейдж и Сергей Брин, которые поехали на фестиваль, таким образом сообщили о своём временном отсутствии. Эта идея пользователям пришлась по душе.
Следующие рисунки создавали приглашённые веб-дизайнеры, пока не был нанят Деннис Хванг, который в 2000 году разработал логотип Дня взятия Бастилии.

## Тематика Google Doodle
Тематика чрезвычайно широка. Google, в частности, приветствует пользователей по случаю различных праздников: Рождества (25 декабря), Нового года, Дня святого Валентина (14 февраля), Дня святого Андрея (30 ноября) и другие.
Тематические рисунки приурочены к юбилеям выдающихся художников, писателей, учёных и выдающихся людей, таких как Альберт Эйнштейн, Леонардо да Винчи, Луи Брайль, Персиваль Ловелл, Эдвард Мунк, Рабиндранат Тагор, Никола Тесла, Роберт Муг, Бела Барток, Рене Магритт, Джон Леннон, Акира Куросава, Герберт Уэллс, Сэмюэл Морзе, Фредди Меркьюри, Ханс Кристиан Эрстед, Махатма Ганди, Деннис Габор, Бранкузи, Антонио Вивальди, Жюль Верн, Агата Кристи, Станислав Лем, Владимир Дахно, Пурушоттам Лаксман Дешпанде, Илья Репин, Белла Ахмадулина, Вирджиния Апгар.
Празднование исторических событий является другой распространённой темой. На 50-летие конструктора LEGO, например, был использован логотип из частей конструктора. 21 мая 2010 года по случаю 30-летия аркадной игры Pac-Man появился первый интерактивный рисунок.
Во время Летней Олимпиады 2012 рисунки, посвящённые различным видам спорта, менялись ежедневно.
Google сменит свой логотип на компьютере пользователя, если тот вошёл в аккаунт в день своего рождения.

## Разработчики
Разработкой логотипов занимается группа Google. На электронную почту proposals@google.com ежедневно поступают сотни идей и предложений различной тематики. По состоянию на 2012 год для домашних страниц создано более 1000 рисунков во всём мире, призванных напомнить об интересных событиях и выдающихся годовщинах.